# Charles Walton
Charles Alfred Dodgson Walton (Spondon, 11 dicembre 1921 – Saratoga, 6 novembre 2011) è stato un inventore statunitense, noto per essere stato il primo a brevettare un dispositivo RFID (Radio-Frequency IDentification) nel 1983.

## Biografia
Charles Walton nasce a Spondon, Inghilterra. Emigrato con i genitori, cresce nel Maryland e a New York. Si laurea alla George School nel 1939 e alla Cornell University nel 1943 con una laurea in elettrotecnica, quindi riceve un Master allo Stevens Institute of Technology.
Dopo il servizio militare nel Corpo delle Trasmissioni dell'esercito degli Stati Uniti d'America, Charles Walton lavora nei laboratori di ricerca e sviluppo dell'IBM fino al 1970, anno in cui fonda la società Proximity Devices, Inc., a Sunnyvale in California, per la fabbricazione di dispositivi basati sui suoi brevetti.
Walton è uno dei principali contributori per la ricostruzione del faro Walton a Santa Cruz Yacht Harbor, così chiamato in onore del fratello Derek, che era in Marina Mercantile e morì di poliomielite nei primi anni cinquanta.
Walton muore il 6 novembre 2011 all'età di 89 anni.

## RFID
Nel 1973 Charles Walton deposita il primo di dieci brevetti di un dispositivo passivo, antesignano dei moderni RFID, consistente in una serie di circuiti oscillanti LC, che avvicinato a un lettore permette di aprire una porta. Nel 1984 brevetta un'etichetta (tag) RFID di prossimità che mediante un dispositivo elettronico ne permette codifica e decodifica.
Molti hanno contribuito all'invenzione dell'RFID, ma Walton ha ottenuto dieci brevetti per variazione di dispositivi collegati all'RFID, compresa la sua chiave del 1973 per un "identificatore portatile emittente frequenze radio" (portable radio frequency emitting identifier). Walton ottenne questo brevetto nel 1983 e fu il primo a venire identificato con l'acronimo RFID.